# Tan Dun

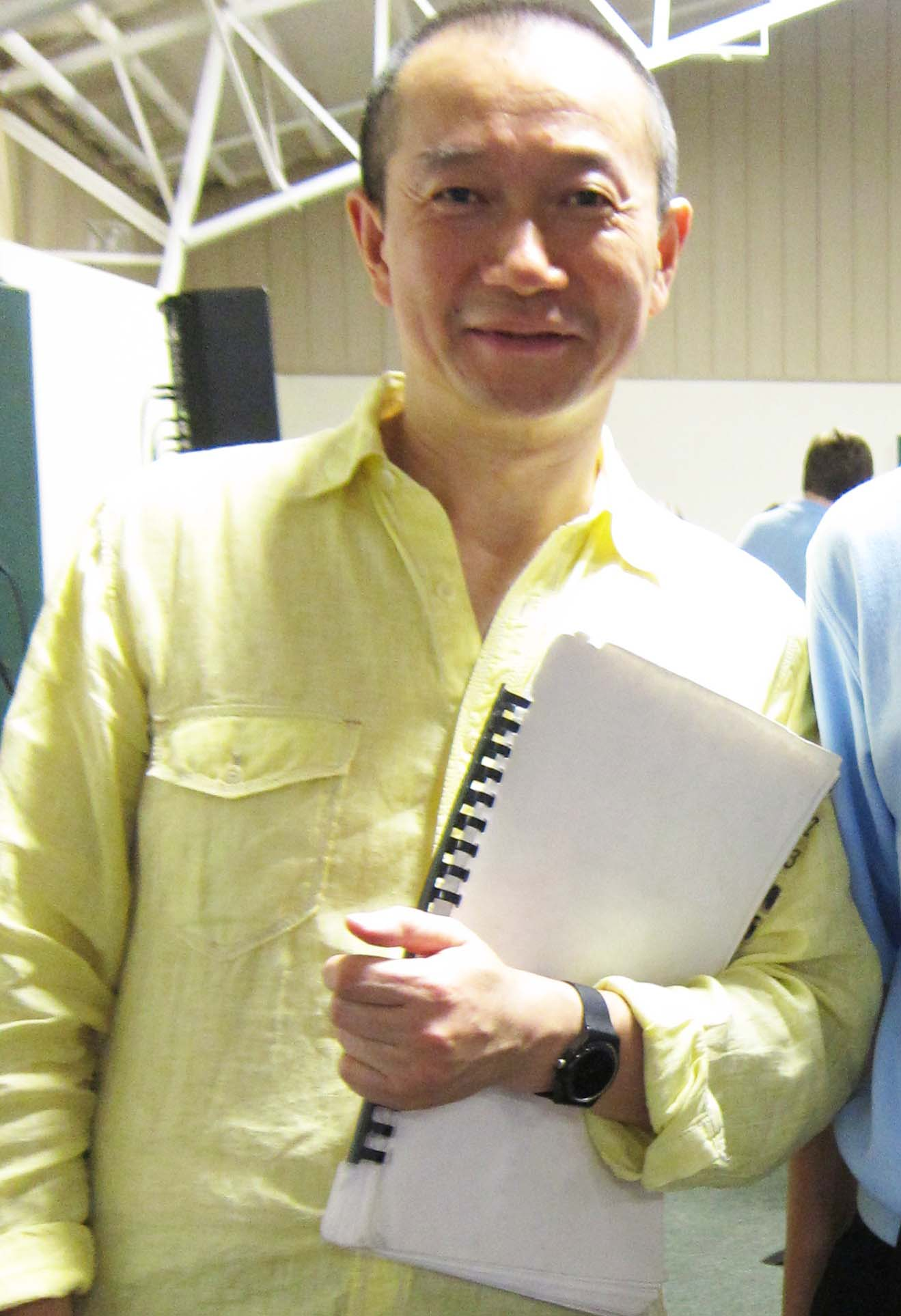
Tan Dun (2011)

Tan Dun (chinesisch 譚盾 / 谭盾, Pinyin Tán Dùn, * 18. August 1957 in Si Mao, Provinz Hunan) ist ein in New York lebender chinesischer Komponist und Dirigent.

## Leben
Dun wurde im Dorf Simaonae, Changsha in der Provinz Hunan geboren. Während der Kulturrevolution in China musste er ab 1974 als Reisbauer arbeiten. Um den beengten Verhältnissen zu entfliehen, schloss er sich als Violinist und Arrangeur einer Peking-Oper-Gruppe an. In Peking studierte er von 1978 bis 1983 Komposition bei Li Yinghai und Zhao Xingdao am Zentralen Konservatorium. Er erhielt die Möglichkeit, an Seminaren bei bekannten Komponisten wie Hans Werner Henze, Chou Wen-chung, Yun I-sang, Alexander Goehr, George Crumb und Tōru Takemitsu teilzunehmen.
In den 80er Jahren zog er nach New York, studierte bei Chou Wen-chung, George Edwards und Mario Davidovsky und promovierte (Ph.D.) an der Columbia University. Die amerikanische Metropole eröffnete ihm Kontakte zu Experimentalmusikern wie Philip Glass, John Cage, Meredith Monk und Steve Reich.
2010 war er Kulturbotschafter für die Expo in Shanghai.
Als Dirigent leitete er u. a. Concertgebouw-Orchester, London Symphony Orchestra, Berliner Philharmoniker, New Yorker Philharmoniker, Philadelphia Orchestra, Orchestre National de France, BBC Symphony Orchestra, Münchner Philharmoniker, Filarmonica della Scala und Orchestra dell’Accademia Nazionale di Santa Cecilia.

## Kompositionen
In seinen Kompositionen verknüpft er klassische und moderne Musikelemente und verbindet asiatische mit europäischen Musikrichtungen.
Neben Orchestermusik komponiert er Opern und Filmmusik. Von 1992 bis 1996 entstand seine erste Oper Marco Polo, die von der Kritik hoch gelobt wurde, 1998 gefolgt von der Oper Peony Pavilion (uraufgeführt unter der Regie von Peter Sellars). 2006 hatte die Oper The First Emperor mit dem Komponisten selbst am Pult und Plácido Domingo in der Titelrolle ihre Uraufführung an der New Yorker Metropolitan Opera. Im Jahr 2000 fand in Stuttgart die Uraufführung der Water Passion nach dem Matthäus-Evangelium statt; Auftraggeber war die Internationale Bachakademie, die zum 250. Todestag von Johann Sebastian Bach den Auftrag für neue Kompositionen der vier Evangelien jeweils an einen namhaften modernen Komponisten vergab.
Für ein breiteres Publikum wurde Tan Dun im Jahre 2000 durch seine Oscar-prämierte Filmmusik für Tiger and Dragon bekannt. Das Klavierkonzert HEAR & NOW wurde von der New Yorker Philharmonie in Auftrag gegeben und im April 2008 mit dem Pianisten Lang Lang unter Leitung von Leonard Slatkin uraufgeführt. Im gleichen Jahr wurde er von Google beauftragt, eine Internet Symphony No. 1 für das YouTube Symphony Orchestra zu komponieren. Im Sommer 2009 übernahm Tan Dun beim Musik-Festival Grafenegg die Rolle als Composer in Residence. In diesem Rahmen hielt er einen Kompositionsworkshop, in dem Kompositionen für Film und Multimedia im Vordergrund standen. Am 6. September 2009 brachte er zusammen mit dem Tonkünstler-Orchester Niederösterreich und einer Reihe renommierter Schlagwerk-Solisten sein Earth Concerto for ceramic instruments and orchestra to commemorate the 150th anniversary of Gustav Mahler's birth, ein Auftragswerk des Musik-Festivals Grafenegg, zur Uraufführung.
In der Spielzeit 2012/13 war er Composer in Residence beim MDR-Sinfonieorchester.

## Werke (Auswahl)
- Eight Memories in Watercolor (1978), [1 Missing Moon, 2 Staccato Beans, 3 Herdboy's Song, 4 Blue Nun, 5 Ancient Burial, 6 Floating Clouds, 7 Red Wilderness, 8 Sunrain]
- Marco Polo (Oper, 1996)
- Heaven Earth Mankind (Sinfonie, 1997)
- 2000 Today: A World Symphony for the Millennium (1999)
- Four Secret Roads of Marco Polo (für 12 Cellisten und Orchester)
- Konzert für Zheng und Streichorchester
- Water Passion After St.Matthew (2002)
- The First Emperor (2006)
- Konzert für Klavier, Schlagzeug und Orchester (2008)
- Internet Symphony No. 1 „Eroica“ for YouTube (2008) (Aufführung)
- The Tears of Nature, Konzert für Schlagzeug und Orchester (2012)

## Filmografie (Auswahl)
- 1983: Der Kandidat (Hou bu dui yuan)
- 1989: China in Revolution: 1911–1949
- 1994: Aktion K
- 1994: The Mao Years: 1949–1976
- 1995: De oogst van de stilte
- 1996: Nanjing 1937
- 1998: In the Name of the Emperor
- 1998: Dämon – Trau keiner Seele (Fallen)
- 2000: Tiger and Dragon (Wòhǔ Cánglóng)
- 2002: Hero (Yīngxióng)
- 2003: Taoism in a Bowl of Water: Tan Dun, a Chinese Composer
- 2005: Tea: A Mirror of Soul
- 2006: „Independent Lens“ Music from the Inside Out
- 2006: The Banquet (Yèyàn)
- 2007: „Metropolitan Opera: Live in HD“ Tan Dun’s The First Emperor
- 2009: Mulan – Legende einer Kriegerin (Mulan)

## Auszeichnungen
- 1983 Tan Dun wurde der erste chinesische Komponist seit 1949, der einen internationalen Preis bekam: den Carl-Maria-von-Weber-Preis der Stadt Dresden für sein Streichquartett Feng Ya Song.
- 1990 ACL Yoshiro IRINO Memorial Prize
- 1992 Tan Dun wurde mit nur 34 Jahren als jüngster Komponist mit dem japanischen Suntory-Preis ausgezeichnet.
- 1994 The Eugene McDermott Award in the Arts.
- 1996 Diverse Preise, z. B. in Toronto und München für seine Oper Marco Polo.
- 1996 Tan Dun wurde von der deutschen Zeitschrift Oper zum „Komponisten des Jahres“ gewählt.
- 1996 Protégé des Glenn-Gould-Preises.
- 1998 Grawemeyer Award für Musikkomposition, einer der prestigeträchtigsten Preise der Welt, die unter anderem auch György Ligeti (1986), Krzysztof Penderecki (1992) und Pierre Boulez (2001) bekommen haben. Tan Dun war mit 40 Jahren der jüngste Komponist bei der Verleihung in der Geschichte des Preises. Ausgezeichnet wurde er für seine Oper Marco Polo.
- 2000 Oscar und Grammy für die Filmmusik von Tiger and Dragon (Crouching Tiger, Hidden Dragon) des Regisseurs Ang Lee
- 2000 Los Angeles Film Critics Association Awards/Beste Filmmusik und Online Film Critics Society Awards/Beste Filmmusik für Tiger and Dragon
- 2001 British Academy Film Award/Beste Filmmusik und Golden Globe Award/Beste Filmmusik für Tiger and Dragon
- 2002 Classical BRIT Awards – Contemporary Music Award für Tiger and Dragon
- 2003 Komponist des Jahres für die Musical America International Directory of the Performing Arts
- 2005 Musikpreis der Stadt Duisburg für interkulturelle Beziehungen zwischen der westlichen Welt und dem Fernen Osten.
- 2011 Bach-Preis der Freien und Hansestadt Hamburg